# Speed Master
Speed Master war ein italienisches Motorradsport-Team.
2011 stieg Speed Master in die Moto2-Klasse der Motorrad-Weltmeisterschaft mit Suter-Chassis ein. Der einzige Fahrer war Andrea Iannone, welcher im Vorjahr noch für Speed Up gefahren war, allerdings hatte sich Speed Up nach lediglich einer Saison zurückgezogen. Iannone gewann drei Rennen und wurde WM-Dritter.
2012 kehrte Speed Up zurück und verbündete sich mit Speed Master. Iannone wurde mit zwei Siegen erneut Gesamtdritter. Zudem versuchte sich Speed Master mit Mattia Pasini und Roberto Rolfo und einem Aprilia-Motorrad in der MotoGP-Klasse. Die Zusammenarbeit war jedoch nur mäßig erfolgreich. Pasini fuhr lediglich 13 Punkte ein und wurde WM-22. Noch vier Rennen vor Schluss zog sich das Team zurück. Am Saisonende trennten sich auch Speed Up und Speed Master, zwar sollte Speed Up für 2013 mehr Teams einsetzen, jedoch ohne Speed Master. Für 2014 kehrte wieder ein Speed-Up-Werksteam zurück, welches auch das frühere Speed-Master-Team komplett übernahm; nicht wenige Speed-Master-Mitarbeiter sind bis heute Teil des Speed-Up-Werksteams.

## Statistik

### MotoGP-Team-WM-Ergebnisse
- 2012 – 14.

### Grand-Prix-Siege
| Saison | Klasse | Rennen                   |
| ------ | ------ | ------------------------ |
| 2011   | Moto2  | Spanien Tschechien Japan |
| 2012   | Moto2  | Katalonien Italien       |